# Gornje Pijavško
Gornje Pijavško este o localitate din comuna Krško, Slovenia, cu o populație de 91 de locuitori.